# الأعاصير في سلطنة عمان
مرت سلطنة عمان بمختلف الأعاصير، تعرضت لاعصار جونو في 2007، واعصار فيت في 2010، واعصار مكونو فيه عام 2018، واعصار شاهين في أكتوبر من عام 2021.

## قائمة الأعاصير
1. إعصار جونو.

في 2007 تعرضت السلطنة إلى أقوى إعصار مداري يضرب الشواطئ المطلة على بحر العرب منذ عام 1977م ووصلت شدة الإعصار إلى الدرجة الخامسة. أدى الإعصار إلى ارتفاع أمواج البحر إلى 12 كم وحدوث فيضانات أدت إلى شل الحركة المرورية وتحطيم الشوارع وسقوط الأشجار وجرف السيارات وغرق بعض المباني.
2. إعصار فيت

هو إعصار قوي من الدرجة الرابعة تكون بعد عاصفة مدارية في بحر العرب وضرب سواحل عُمان في 5 يونيو 2010. وتحسبًا للإعصار، قامت السلطات العمانية بإجلاء سكان جزيرة مصيرة والمدن الأخرى الواقعة على الساحل الشرقي للبلاد إلى أماكن داخلية أكثر أمانًا.
وهذا الإعصار هو ثاني أقوى إعصار مداري يتشكل في بحر العرب بعد إعصار جونو في 2007. بدأ تشكل الإعصار في 31 مايو 2010 في البحر وأخذت قوته تزداد بشكل متسارع بفضل انخفاض الضغط الجوي فوق البحر، حيث بلغت سرعة الرياح 235 كم بالساعة في اليوم التالي الأول من يونيو 2010، وتم تصنيفه من الدرجة الرابعة.
أخذ الإعصار فيت بالتوجه نحو الشمال الشرقي وكان على بعد 900 كم من الساحل الباكستاني في الثاني من يونيو 2010. وفي اليومين التاليين كان فيت يقترب من السواحل العمانية حيث تم إعلان حالة التأهب القصوى تحسبا لما قد يخلفه الإعصار من أضرار، وتفاديًا لتكرار مأساة إعصار جونو الذي كانت خسائره بمليارات الدولارات وراح ضحيته أكثر من خمسين شخصًا. تصاحب اقتراب فيت من عُمان بهطول أمطار غزيرة في مختلف المناطق واضطراب في حالة الجو حيث ضرب الإعصار جزيرة مصيرة العمانية وأجزاء من الساحل الشرقي، ولكن بعد أن انخفضت شدته إلى الدرجة الثانية وسرعة الرياح إلى حوالي 120 كم في الساعة.
3. إعصار مكونو

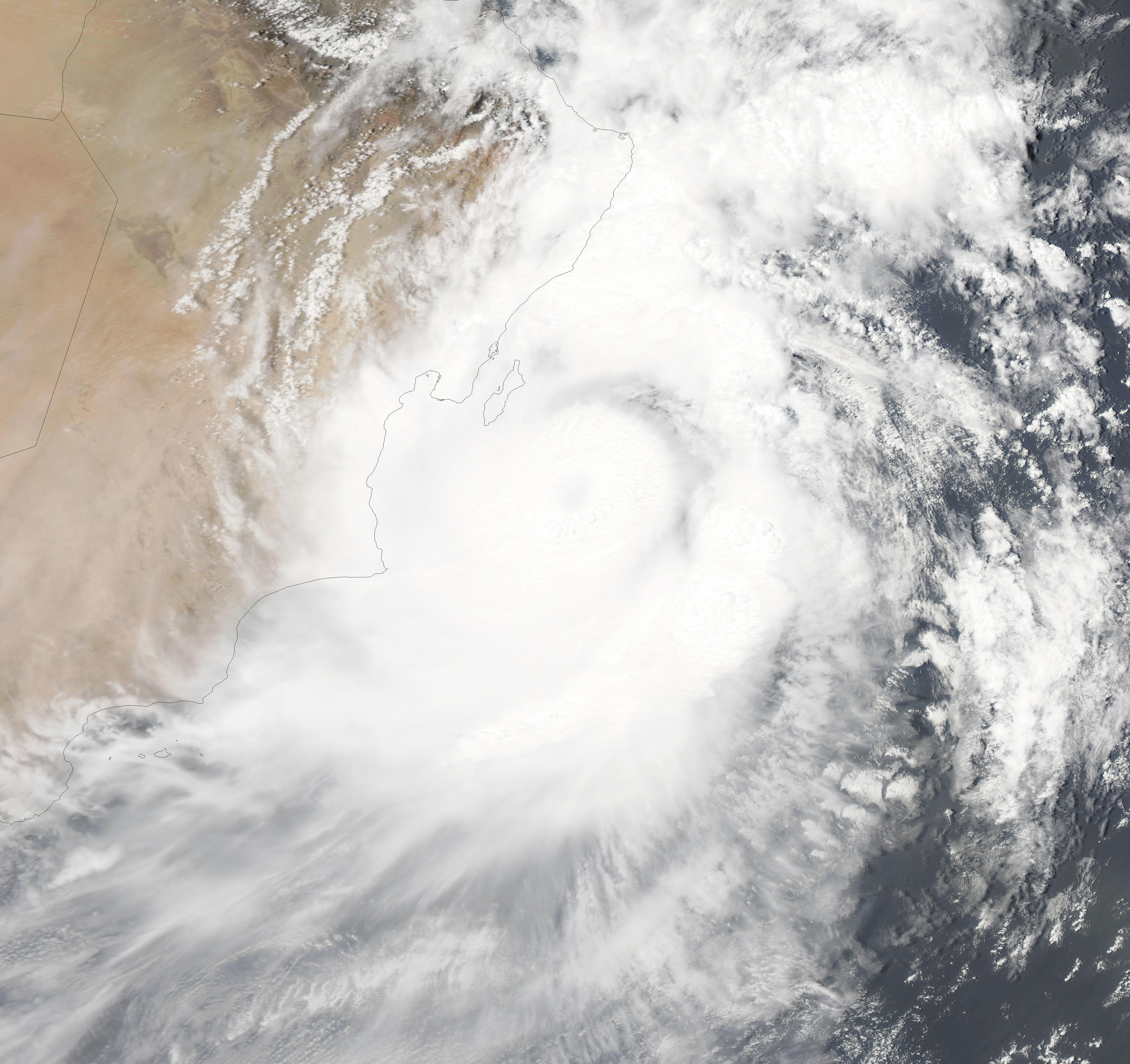

هو إعصار استوائي تكون في 21 مايو من عام 2018 في بحر العرب وأثر بشكل أساسي على المناطق الواقعة في الطرف الجنوبي من شبه الجزيرة العربية لدول اليمن وعُمان والسعودية، والجزر الواقعة في المناطق التي يمر بها مثل جزيرة سقطرى. وبدأ مركز الإعصار الذي يبعد عن مدينة صلالة العمانية حوالي 470 كم بسرعة رياح 126 إلى 144 كم /ساعة وارتفاع هيجان الموج بين 5 إلى 8 متر وبسرعة تقدر 12 كم في ساعة. كما اختارت المنظمة العالمية للأرصاد الجوية مركز جدة الإقليمي للأرصاد وحماية البيئة نقطة اتصال إقليمية لما يبث من سلطنة عمان واليمن عن إعصار «مكونو». وتم تقدير وفيات الإعصار في كلاً من اليمن وعمان بثلاثة عشر قتيل، بينهم طفلة.

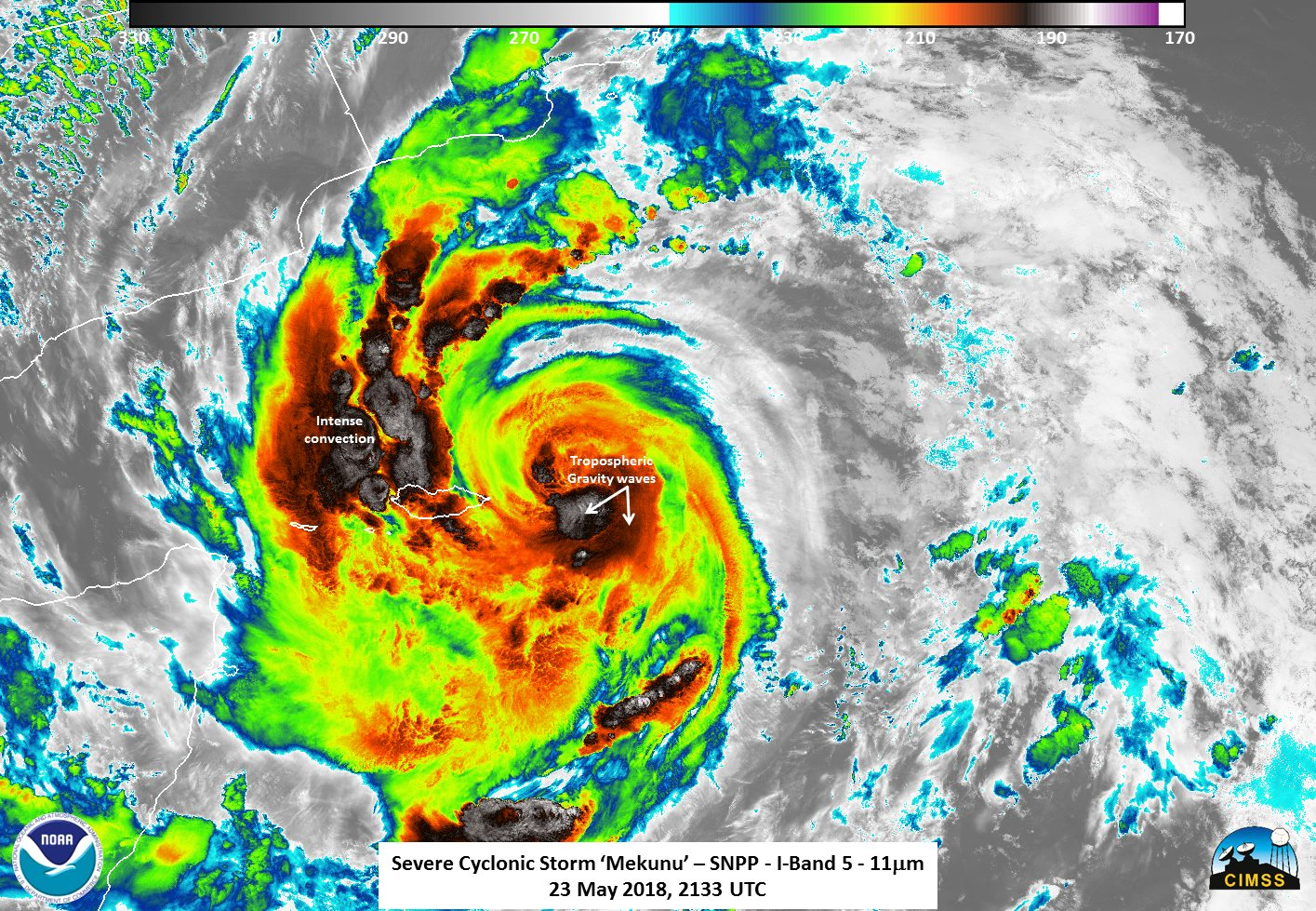